# Dům U Dvou Malorusek
Dům U Dvou Malorusek je nárožní činžovní dům čp. 125/V na rohu ulic Pařížská a Široká v Praze na Starém Městě.

## Historie
Nájemní dům dal postavit pro sebe, svou manželku Marii a čtyři děti pan Tomáš Ryšánek (* 1850), emeritní ředitel cukrovarů, a pojmenoval jej na památku jejich pobytu na Ukrajině v Andrušovce ve Volyňské gubernii a v Severinovce v Podolské gubernii, kde on byl v letech 1890-1903 ředitelem cukrovarů milionáře Nikolaje Tereščenka. 
Dům byl postaven v letech 1905–1906. Z pobytu na Ukrajině (zvané též Malá Rus neboli Malorusko) převzal námět pro sochy dvou obyvatelek Malé Rusi na průčelí své stavby.
Krám v přízemí pronajal řezníkovi Janu Kybyšarovi.

## Architektura
Budova byla navržena a realizována architekty Jiřím Justichem a Matějem Blechou. Jde o nárožní čtyřpatrový objekt s nápadnou věžovou nástavbou. Parter, využívaný pro obchodní účely, je zdobený pásovou bosáží, fasáda v patrech je pak hladká, se štukovou výzdobou. Po nároží domu probíhá třípatrový arkýř, zdobený ve 3. patře dvojicí štukových postav venkovanek – Malorusek.
V interiéru se dochovaly některé původní prvky, například krovová konstrukce nárožní věže, secesní dveře do prostoru schodiště a další drobné doplňky (dlažby, kování…).
Stavba je příkladem eklekticismu, kombinuje tedy prvky různých stylů. Nápadné jsou zejména prvky secese.